# تيموثي رافي كومار
تيموثي رافي كومار (8 نوفمبر 1975 بحيدر آباد في الهند - ) هو لاعب كريكت هندي.

## وصلات خارجية
- تيموثي رافي كومار على موقع إي آس بي آن كريك إنفو (الإنجليزية)